# Eternity (TRUSTRICKのアルバム)
『Eternity』（エタニティ）は、TRUSTRICKの1枚目のオリジナル・アルバム。2014年6月25日に日本コロムビアから発売された。

## 概要
- TRUSTRICKのデビュー・アルバム。
- タイトルの『Eternity』は、永遠、無限、不朽の意味があり、TRUSTRICKの楽曲が不朽になるよう願いを込めて付けられた。
- 販売形態は初回盤：CD+DVD、通常版：CDのリリースで、初回盤DVDには「If –君が行くセカイ−」と「ATLAS」のMusic Video＆メイキング映像、「beautiful dreamer」のMusic Videoが収録されている。

## 収録曲
- 全作詞：神田沙也加

1. Ever Blue
作曲・編曲：神田沙也加
歌詞は響きの良い日本語と英語の羅列であり、このアルバムの一曲目を飾るのに相応しい幻想的な楽曲である。
2. If -君が行くセカイ-
作曲・編曲：Billy
初回限定盤にミュージックビデオ及びメイキング映像を収録。2014年6月18日ミュージックビデオ公開。
3. ATLAS
作曲・編曲：Billy
初回限定盤にミュージックビデオ及びメイキング映像を収録。2014年4月23日ミュージックビデオ公開。
4. wonder
作曲・編曲：Billy
5. TRICK or HOLIC
作曲・編曲：Billy
ノスタルジックなメロディーの楽曲に仕上がっている。
6. 恋人
作曲・編曲：Billy
7. 君が居る未来のために
作曲：神田沙也加、編曲：Billy
8. kissing
作曲：Billy、編曲：coba84、Billy
1980年代～90年代を彷彿とさせるテクノソングである。
9. Calico
作曲・編曲：Billy
10. Jealousy Jelly
作曲：Billy、編曲：coba84、Billy
デジタル・サウンドを基調とした楽曲であり、スイーツと果物が歌詞に登場する。
11. as one
作曲・編曲：Billy
12. beautiful dreamer
作曲・編曲：Billy
初回限定盤にミュージックビデオを収録。2014年5月14日ミュージックビデオ公開。レコーディングスタジオでの息の合ったセッションを披露している[1]。